# 仿山墓群
仿山墓群，位于山东省菏泽市定陶区城北6公里处，是中华人民共和国山东省文物保护单位之一。
1977年12月23日，授予山东省文物保护单位，是一座古墓葬。